# León Gieco
Raúl Alberto Antonio Gieco, conhecido como León Gieco (Cañada Rosquín, 20 de novembro de 1951) é um músico argentino.
Nasceu numa chácara no norte da província de Santa Fé. Quando era criança, sua família mudou-se para Cañada Rosquín, um povoado próximo ao local no qual nascera, onde começou a trabalhar quando tinha apenas 8 anos de idade. Em 1959, comprou seu primeiro violão, com seu próprio dinheiro.
Começou a se apresentar em atividades escolares e no grupo folclórico: "Los Nocheros". Paralelamente, também começou a atuar na banda de rock denominada como: "Los Moscos". Essa banda cantava canções dos Beatles, do Rolling Stones e do Spencer Davis Group.
Em 1965, a banda se apresentou no Canal 5 da televisão em Rosário (Argentina).
No verão de 1969, viajou pela primeira vez para Buenos Aires, com sua guitarra e quase sem dinheiro, onde começou a estabelecer relações com roqueiros argentinos, como: Litto Nebbia, o grupo Tormenta e com Gustavo Santaolalla (guitarrista do grupo Arco Íris).
Participou da Banda de los Ocho, juntamente com Nebbia, David Lebón, Cacho Lafalce, Gabriel Ranelli, Bernardo Baraj, Claudio Martínez e Diana Lenguanegra.
Em novembro de 1971, participou do II Festival Rock de Buenos Aires.
Em junho de 1972, participou do "Acusticazo", juntamente com: Nebbia, Lebón, Domingo Cura, Edelmiro Molinari, entre outros. Nesse evento foi gravada a canção "Hombres de Hierro", um dos maores sucessos de León.
Em dezembro de 1972, participou do III Festival Rock de Buenos Aires.
Em março de 1973, lançou seu primeiro disco, pela gravadora independente Santaolalla, que teve "En el país de la libertad", como principal canção. Começa a ser conhecido como o "Bob Dylan argentino".
For a Banda dos Cavalos Cansados, com Rubén Batán no baixo, Vicente Busso na bateria e Rodolfo Gorosito como guitarrista.
Em 1974, lançou um disco com o mesmo nome da banda que formara, que também teve o estilo progressivo-folclórica do primeiro disco.
Aprecia canções com conteúdo social e afirmava que foi a música que despertou seu interesse pelas injustiças sociais.
Nessa época, Alfredo Toth (baixo) e Óscar Moro se juntaram a banda. Paralelamente, montou um grupo de folclore, denominado: "PorSuiGieco", com Raúl Porchetto, Charly García, Nito Mestre e María Rosa Yorio.
Depois disso, voltou a atuar como solista e nessa condição lançou o disco: "El fantasma de Canterville", que enfrentou problemas com a censura, que levaram à alteração da letra de seis canções e a eliminação de outras três: "La historia esta", "Tema de los mosquitos" e "Las dulces promesas", no contexto posterior ao Golpe Militar.
No início de 1978, para escapar de dias difíceis na Argentina, fez apresentações em outros países da América Latina) e residiu por um ano em Los Angeles (Califórnia - Estados Unidos).
Também em 1978, lançou seu quarto disco, no qual se destacaram as canções: "Cachito, campeón de Corrientes" e "Sólo le pido a Dios".
Em abril de 1981, fez sua primeira apresentação no Estádio Obras Sanitárias, em Buenos Aires, no lançamento do disco "Siete años" (1980), no qual regravou seus maiores sucessos, naquela apresentação, também adiantou canções que estariam em seu próximo disco: "Pensar en nada" (1981).
Passa a fazer apresentações no interior da Argentina em parcerias com estudantes secundaristas. Foram três anos percorrendo o país em 450 apresentações, em todas as Províncias da Argentina, das quais participaram cerca de 420.000 pessoas. Essas jornadas, permitiram o contato com diversos ritmos característicos, que resultaram em um conjunto de três discos, denominado: "De Ushuaia a La Quiaca", que contaram com participação de Leda Valladares, Gustavo Santaolalla, Cuchi Leguizamón e Sixto Palavecino, gravados entre 1985 e 1986.
Em dezembro de 1984, foi realizada a apresentação denominada: "El Gran Concierto", que reuniu Gieco, Mercedes Sosa, Milton Nascimento, Sixto, Peteco Carbajal, Santaolalla e outros.
Em meados de 1985, participou do XII Festival Mundial da Juventude, em Moscou, representando a Argentina, juntamente com Juan Carlos Baglietto e Litto Nebbia. Nessa viagem , também fez apresentações na Alemanha, juntamente com Mercedes Sosa.
Em 1987, fez apresentações na Alemanha, que incluiram sua participação no Festival da Canção Política de Berlim e quando voltou à argentina, fez uma apresentação para um público de 40.000 pessoas no Monumento à Bandeira em Rosário, outras para 35.000 pessoas Barrancas de Belgrano (Buenos Aires) e outra, em parceria com Pablo Milanés, Chico Buarque, Mercedes Sosa, Fito Páez, Nito Mestre, Baglietto e Sixto Palavecino, que reuniu 20.000 personas na Bombonera.
No final de 1987, fez apresentações no México, Costa Rica, Venezuela, Bolívia, Brasil, Peru, Suécia, Alemanha e Dinamarca.
Em 1988, fez apresentações na Alemanha, e Áustria.
Em outubro de 1988, fez uma apresentação para 70.000 pessoas no Monumental de Nuñes, em parceria com Charly García, Peter Gabriel, Bruce Springsteen, Sting e outros, na qual cantou: "Hombres de hierro" e "Sólo le pido a Dios".
Em 1989, lançou o disco: "Semillas del corazón", que incuiu a canção "Mi amigo".
Em agosto 1989 fez uma apresentação junto com Pete Seeger no Teatro Ópera, que deu origem ao disco: "Concierto en vivo", lançado em 1990.
Em 1990, os dois se apresentaram Washington, Boston e Nova Iorque. David Byrne, do conjunto Talking Heads, se juntou à dupla na apresentação em Washington.
Em dezembro de 1992, se apresentou na inauguração do Parlamento Latinoamericano em São Paulo, juntamente com Milton Nascimento, Mercedes Sosa, Paralamas do Sucesso, Gilberto Gil e Rubén Rada. Nessa época foi lançado o disco: "Mensajes del alma", gravado pela EMI-Odeón. Nesse disco, merece destaque a canção: "Los Salieris de Charly".
No final de 1994, gravou o disco: "Desenchufado", uma ironia à tendência mundial imposta pela MTV norteamericana dos "Unplugged". Esse disco contou com regravações dos clássicos de Gieco, como: "El fantasma de Canterville", composto por Charly García. As cações do disco foram tocadas em uma apresentação em Buenos Aires, que contou com a participação de Nito Mestre, Rodolfo García, Óscar Moro e ex-integrantes do grupo "Oveja Negra".
Em 1997, lançouo disco: "Orozco", que tinha uma canção com o mesmo nome do disco, como canção principal, além de "Alas de tango", "El embudo" (uma homenagem à Patagônia, que contou com a participação de Mercedes Sosa, Ricardo Mollo, Santaolalla, Ricardo Iorio, entre outros) entre outras canções.
Em outubro de 1997, participou de uma apresentação em comemoração aos 20 anos da fundação do Movimento das Mães da Praça de Maio, junto com conjuntos como "Divididos", "Las Pelotas", "La Renga", "Los Piojos", "Todos Tus Muertos", "A.N.I.M.A.L.", "Attaque '77", "Actitud María Marta", entre outros.
Em 2001, lançou o disco: "Bandidos rurales", no qual se destacaram canções como: "De igual a igual", "Bandidos rurales" e "Las madres del amor". Outros artigos participaram de faixas do disco, como: Charly García, Nito Mestre, Chizzo Nápoli (integrante de "La Renga") e Victor Heredia. Esse disco venceu o Prêmio Gardel de Melhor Artista Masculino de Rock.
Em 2003, lançou o DVD e o disco: "El vivo de León", com gravações realizadas apresentações feitas em outubro del 2003 no Luna Park.
Em junho de 2004, recebeu o Título de Cidadão Ilustre da Cidade de Buenos Aires, em um ato do qual participaram representantes das Mães da Praça de Maio, organizações de direitos humanos, autoridades da cidade, familiares do homenageado, além de artistas como Ariel Ramírez, Abel Pintos, Horácio Fontova e Piero.
No início de 2005, foi lançada uma nova edição de "De Ushuaia a La Quiaca", com 4 CD's, que incluiam material multimídia contendo fotos e informações adicionais.
Também em 2005, foi lançado: "Por favor, perdón y gracias", no qual se destacaram canções como: "El ángel de la bicicleta", que contava a história de Cláudio Pocho Hormiga Leprati; "Santa Tejerina", sobre uma adolescente que ficou grávida em decorrência de um estupro e que foi condenada por matar seu bebê; "Un minuto", cantada em dueto com Pato Fontanet, líder da banda Callejeros, que fazia referência ao incêndio na República Cromañón. Esse disco também contou com a participação de outros convidados como Jimmy Johnson, Gustavo Santaolalla, Rubén Albarrán, David Kemper, Gustavo Cordera, Dean Parks, Andrés Ciro Martínez e Daniel Melingo.
Em 2006, lançou o disco: "15 años de Mi", uma coletânea com obras compostas entre 1991 e 2006, gravado pela EMI. Esse disco também contou com uma canção composta para o filme "Iluminados por el fuego", dirigido por Tristán Bauer; uma versão de "Todos los caballos blancos", gravada no Teatro Ópera; e uma canção inédita: "El surco". Essa obra contou com uma versão em DVD que incluiu todos os seus vídeo clips, gravações de momentos especiais junto a outros artistas, entrevistas, cenas de gravação de alguns discos e fotos.
Liderou um trabalho denominado: "Mundo alas", que incluiu um disco, um filme, um livro e vários episódios exibidos na televisão pública, nos quais vários artistas com deficiências físicas viajam pela Argentina mostrando sua arte.
Em 2011, lançou o disco: "El desembarco", com 12 novas canções, que incluiam temas polêmicos e de índole social, como "Fachos", "Bicentenario" e "Las cruces de Belén".
Em 2012, o disco "El desembarco" recebeu os Prêmios Gardel de:
- Artista de Rock, vencendo Fabiana Cantilo e Miguel Mateos;
- Artista Canção Testemunhal e de Autor, vencendo Juan Quintero/Luis Pescetti e Zambayonny);
- Engenharia de Gravação, vencendo (Miranda! e Poseidótica);
- Produção do Ano, vencendo Miranda! e Escalandrum);
- Videoclip, da canção "Hoy bailaré", incluída no referido disco.

Em 2013, lançou um álbum duplo, denominado: "Verdaderas canciones de amor", com com 34 canções de toda a sua carreira. Participaram das gravações: Jim Keltner, Russ Kunkell, Carlos Vega, David Kemper, John Robinson, Osvaldo Fattorusso, Óscar Moro, Leland Sklar, Alfredo Toth (da banda G.I.T.), Guillermo Vadalá, Charly García, Jon Gilutin (da banda "Los Calzones"), Hugo Fattorusso, Mono Fontana (da banda "Los Desconocidos de Siempre"), Luis Gurevich, Dean Parks, Michael Landau, Ramón Stagnaro, Mark Goldenberg, Gustavo Santaolalla, Carlos Núñez, Harry Kim, David Campbell, Alex Acuña, Rubén Albarrán (integrante do "Café Tacvba"), Nito Mestre, Andrés Ciro Martínez, Sandro Rodríguez, Sílvio Rodríguez, entre outros. Essa obra também contém cinco canções inéditas: "Eva", "Canción de amor para Francisca", "Canto dorado", "En la cintura de los pájaros" e "La colina sobre el terciopelo marrón".
Foi um dos artistas que manifestou adesão ao Manifesto do Nuevo Cancionero, anos após o seu lançamento.
Caracteriza-se por misturar o gênero folclórico com o rock argentino e pelas conotações sociais e políticas de suas canções em favor dos direitos humanos e solidariedade pelos excluídos. 

## Discografia
- León Gieco (1973)
- La Banda de los Caballos Cansados (1974)
- El fantasma de Canterville (1976)
- IV LP (1978)
- Siete años (1980)
- Pensar en nada (1981)
- Corazón americano / El gran concierto (1985)
- De Ushuaia a La Quiaca 3 (1985)
- De Ushuaia a La Quiaca 2 (1985)
- De Ushuaia a La Quiaca 1 (1985)
- Semillas del corazón (1989)
- Ayer y hoy (1989)
- Concierto en vivo, vol 2 (1990)
- Concierto en vivo con Pete Seeger (1990)
- Mensajes del alma (1992)
- Desenchufado (1994)
- Orozco (1997)
- En el país de la libertad (1999)
- De Ushuaia a La Quiaca 4 (1999)
- 40 obras fundamentales (2000)
- Bandidos rurales (2001)
- Por partida doble (2001)
- El vivo de León (2003)
- Argentina quiere cantar (2003)
- De Ushuaia a La Quiaca (reedición) (2005)
- Canciones de un cassete perdido (2005)
- Por favor, perdón y gracias (2005)
- El ángel de la bicicleta (simple) (2005)
- 15 años de Mi (2006)